# Liopeltis frenatus
Espèce
Synonymes
- Cyclophis frenatus Günther, 1858

Statut de conservation UICN

 LC  : Préoccupation mineure
Liopeltis frenatus est une espèce de serpent de la famille des Colubridae.

## Répartition
Cette espèce se rencontre :
- en Inde, dans les États d'Assam et d'Arunachal Pradesh ;
- en Birmanie ;
- en Chine, au Xizang et au Yunnan ;
- au Laos ;
- au Viêt Nam.

## Description
Dans sa description Günther indique que le spécimen en sa possession mesure 68 cm dont 20 cm pour la queue.

## Publication originale
- Günther, 1858 : Catalogue of Colubrine Snakes in the Collection of the British Museum, London, p. 1-281 (texte intégral).